# Madrid Open 2015 - Qualificazioni singolare femminile
Le qualificazioni del singolare femminile del Mutua Madrid Open 2015 sono state un torneo di tennis preliminare per accedere alla fase finale della manifestazione. I vincitori dell'ultimo turno sono entrati di diritto nel tabellone principale. In caso di ritiro di uno o più giocatori aventi diritto a questi sono subentrati i lucky loser, ossia i giocatori che hanno perso nell'ultimo turno ma che avevano una classifica più alta rispetto agli altri partecipanti che avevano comunque perso nel turno finale.

## Giocatrici

### Teste di serie
1. Jaroslava Švedova (primo turno)
2. Lesja Curenko (primo turno)
3. Lauren Davis (ultimo turno)
4. Kristina Mladenovic (primo turno)
5. Monica Niculescu (ultimo turno)
6. Bojana Jovanovski (ultimo turno)
7. Mirjana Lučić-Baroni (qualificata)
8. Christina McHale (qualificata)
9. Julia Görges (qualificata)

1. Polona Hercog (primo turno)
2. Elena Vesnina (primo turno)
3. Lucie Hradecká (ritirata)
4. Annika Beck (primo turno)
5. Marina Eraković (qualificata)
6. Ana Konjuh (primo turno)
7. Stefanie Vögele (ultimo turno)
8. Andreea Mitu (qualificata)

### Qualificate
1. Julia Görges
2. Andreea Mitu
3. Paula Badosa Gibert
4. Ol'ga Govorcova

1. Marina Eraković
2. Mariana Duque Mariño
3. Mirjana Lučić-Baroni
4. Christina McHale

## Tabellone qualificazioni

### Sezione 1
|  | Primo turno | Primo turno               | Primo turno               | Primo turno | Primo turno |  |  | Ultimo turno | Ultimo turno      | Ultimo turno | Ultimo turno | Ultimo turno |  |
|  |             |                           |                           |             |             |  |  |              |                   |              |              |              |  |
|  | 1           | Jaroslava Švedova         | Jaroslava Švedova         | 3           | 2           |  |  |              |                   |              |              |              |  |
|  |             | Sesil Karatančeva         | Sesil Karatančeva         | 6           | 6           |  |  |              | Sesil Karatančeva | 3            | 6            | 3            |  |
|  | WC          | Rocío de la Torre Sánchez | Rocío de la Torre Sánchez | 5           | 4           |  |  | 9            | Julia Görges      | 6            | 4            | 6            |  |
|  | 9           | Julia Görges              | Julia Görges              | 7           | 6           |  |  |              |                   |              |              |              |  |

### Sezione 2
|  | Primo turno | Primo turno      | Primo turno      | Primo turno | Primo turno |  |  | Ultimo turno | Ultimo turno     | Ultimo turno     | Ultimo turno | Ultimo turno |  |
|  |             |                  |                  |             |             |  |  |              |                  |                  |              |              |  |
|  | 2           | Lesia Tsurenko   | Lesia Tsurenko   | 5           | 2           |  |  |              |                  |                  |              |              |  |
|  |             | Richèl Hogenkamp | Richèl Hogenkamp | 7           | 6           |  |  |              | Richèl Hogenkamp | Richèl Hogenkamp | 0            | 65           |  |
|  |             | Alla Kudrjavceva | Alla Kudrjavceva | 5           | 63          |  |  | 17           | Andreea Mitu     | Andreea Mitu     | 6            | 7            |  |
|  | 17          | Andreea Mitu     | Andreea Mitu     | 7           | 7           |  |  |              |                  |                  |              |              |  |

### Sezione 3
|  | Primo turno | Primo turno            | Primo turno            | Primo turno | Primo turno |  |  | Ultimo turno | Ultimo turno        | Ultimo turno        | Ultimo turno | Ultimo turno |  |
|  |             |                        |                        |             |             |  |  |              |                     |                     |              |              |  |
|  | 3           | Lauren Davis           | Lauren Davis           | 6           | 7           |  |  |              |                     |                     |              |              |  |
|  |             | Lourdes Domínguez Lino | Lourdes Domínguez Lino | 1           | 65          |  |  | 3            | Lauren Davis        | Lauren Davis        | 5            | 4            |  |
|  | WC          | Paula Badosa Gibert    | Paula Badosa Gibert    | 6           | 6           |  |  | WC           | Paula Badosa Gibert | Paula Badosa Gibert | 7            | 6            |  |
|  | 15          | Ana Konjuh             | Ana Konjuh             | 3           | 3           |  |  |              |                     |                     |              |              |  |

### Sezione 4
|  | Primo turno | Primo turno         | Primo turno         | Primo turno | Primo turno |  |  | Ultimo turno    | Ultimo turno    | Ultimo turno    | Ultimo turno | Ultimo turno |  |
|  |             |                     |                     |             |             |  |  |                 |                 |                 |              |              |  |
|  | 4           | Kristina Mladenovic | Kristina Mladenovic | 3           | 5           |  |  |                 |                 |                 |              |              |  |
|  |             | Misaki Doi          | Misaki Doi          | 6           | 7           |  |  | Misaki Doi      | Misaki Doi      | Misaki Doi      | 64           | 6(1)         |  |
|  |             | Ol'ga Govorcova     | Ol'ga Govorcova     | 6           | 6           |  |  | Ol'ga Govorcova | Ol'ga Govorcova | Ol'ga Govorcova | 7            | 7            |  |
|  | 10          | Polona Hercog       | Polona Hercog       | 4           | 3           |  |  |                 |                 |                 |              |              |  |

### Sezione 5
|  | Primo turno | Primo turno         | Primo turno | Primo turno | Primo turno |  |  | Ultimo turno | Ultimo turno     | Ultimo turno | Ultimo turno | Ultimo turno |  |
|  |             |                     |             |             |             |  |  |              |                  |              |              |              |  |
|  | 5           | Monica Niculescu    | 4           | 6           | 6           |  |  |              |                  |              |              |              |  |
|  | Alt         | Gabriela Dabrowski  | 6           | 3           | 0           |  |  | 5            | Monica Niculescu | 6            | 68           | 3            |  |
|  |             | Kateryna Bondarenko | 3           | 6           | 3           |  |  | 14           | Marina Eraković  | 2            | 710          | 6            |  |
|  | 14          | Marina Eraković     | 6           | 4           | 6           |  |  |              |                  |              |              |              |  |

### Sezione 6
|  | Primo turno | Primo turno          | Primo turno         | Primo turno | Primo turno |  |  | Ultimo turno | Ultimo turno         | Ultimo turno         | Ultimo turno | Ultimo turno |  |
|  |             |                      |                     |             |             |  |  |              |                      |                      |              |              |  |
|  | 6           | Bojana Jovanovski    | Bojana Jovanovski   | 7           | 7           |  |  |              |                      |                      |              |              |  |
|  | WC          | Sara Sorribes Tormo  | Sara Sorribes Tormo | 5           | 64          |  |  | 6            | Bojana Jovanovski    | Bojana Jovanovski    | 3            | 3            |  |
|  |             | Mariana Duque Mariño | 6                   | 6           | 6           |  |  |              | Mariana Duque Mariño | Mariana Duque Mariño | 6            | 6            |  |
|  | 13          | Annika Beck          | 2                   | 78          | 4           |  |  |              |                      |                      |              |              |  |

### Sezione 7
|  | Primo turno | Primo turno          | Primo turno     | Primo turno | Primo turno |  |  | Ultimo turno | Ultimo turno         | Ultimo turno         | Ultimo turno | Ultimo turno |  |
|  |             |                      |                 |             |             |  |  |              |                      |                      |              |              |  |
|  | 7           | Mirjana Lučić-Baroni | 6               | 4           | 6           |  |  |              |                      |                      |              |              |  |
|  |             | Anastasija Rodionova | 2               | 6           | 1           |  |  | 7            | Mirjana Lučić-Baroni | Mirjana Lučić-Baroni | 6            | 6            |  |
|  | WC          | Olga Sáez Larra      | Olga Sáez Larra | 3           | 0           |  |  | 16           | Stefanie Vögele      | Stefanie Vögele      | 2            | 0            |  |
|  | 16          | Stefanie Vögele      | Stefanie Vögele | 6           | 6           |  |  |              |                      |                      |              |              |  |

### Sezione 8
|  | Primo turno | Primo turno      | Primo turno      | Primo turno | Primo turno |  |  | Ultimo turno | Ultimo turno     | Ultimo turno     | Ultimo turno | Ultimo turno |  |
|  |             |                  |                  |             |             |  |  |              |                  |                  |              |              |  |
|  | 8           | Christina McHale | Christina McHale | 6           | 6           |  |  |              |                  |                  |              |              |  |
|  |             | Zhu Lin          | Zhu Lin          | 3           | 3           |  |  | 8            | Christina McHale | Christina McHale | 6            | 6            |  |
|  |             | Donna Vekić      | 1                | 7           | 6           |  |  |              | Donna Vekić      | Donna Vekić      | 3            | 2            |  |
|  | 11          | Elena Vesnina    | 6                | 65          | 3           |  |  |              |                  |                  |              |              |  |